# Principato vescovile di Minden
Il Principato vescovile di Minden era un antico stato dell'impero tedesco, che si trovava nella regione della Vestfalia.
Venne progressivamente secolarizzato a seguito della riforma protestante quando passò sotto governanti di fede protestante e poi con la Pace di Vestfalia del 1648 quando venne ceduto al Brandeburgo come principato di Minden. Non è da confondere con la diocesi di Minden, più ampia territorialmente e sulla quale il vescovo esercitava un potere unicamente spirituale.

## Storia

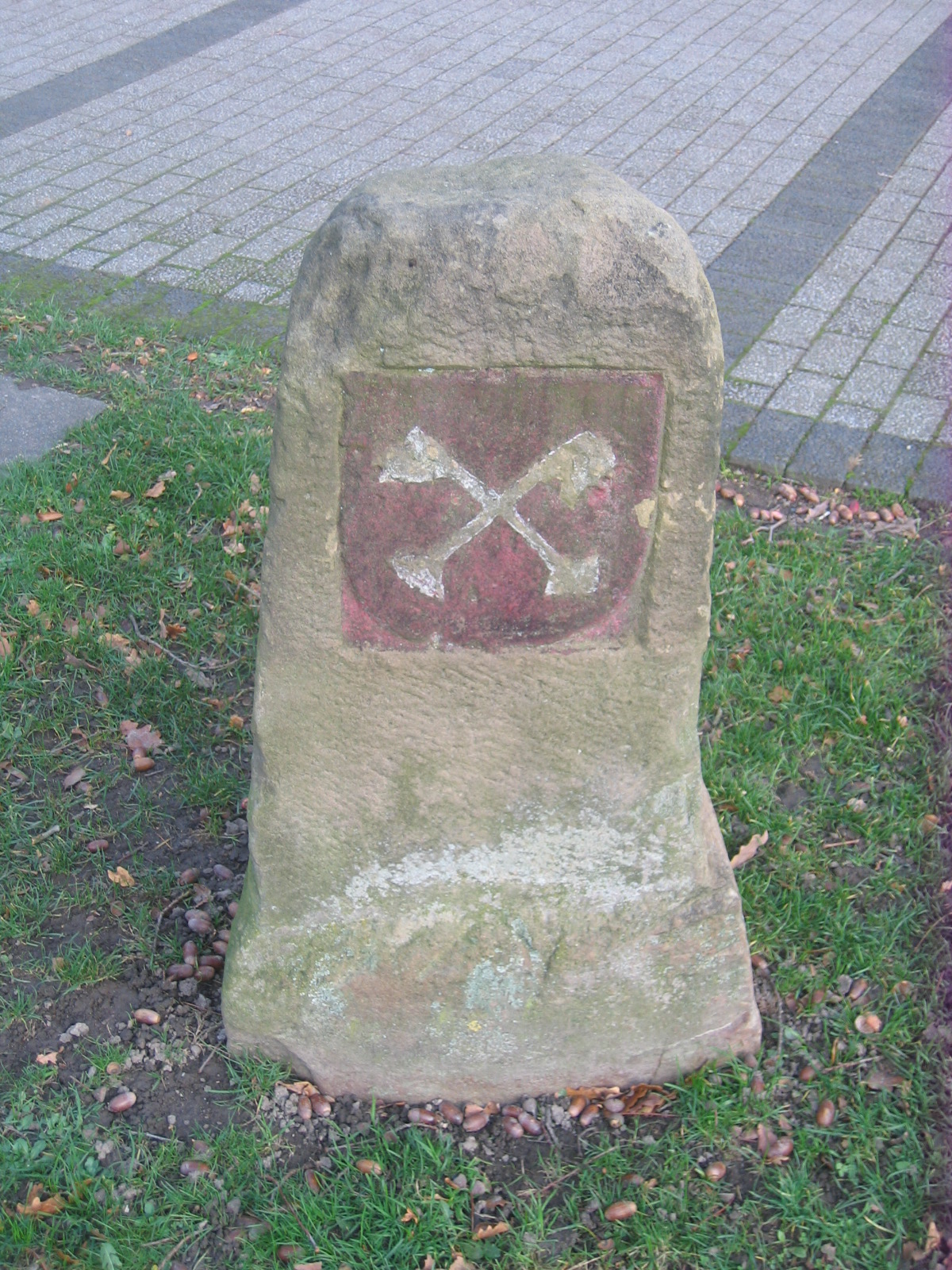
Cippo di confine del principato vescovile di Minden

La diocesi venne istituita da Carlomagno nell'803, dopo aver conquistato i territori dei Sassoni. Essa venne subordinata all'elettorato di Colonia.
Venne istituito come principato episcopale nel 1180 circa, quando il ducato di Sassonia venne dissolto, ma tale principato aveva dimensioni significativamente più ridotte rispetto al territorio della diocesi su cui il vescovo aveva effettivamente un potere meramente spirituale. Tra il 1250 ed il 1350, il principato venne infeudato anche dei castelli di Rahden, Reineberg, Schalksburg, Petershagen (dove i vescovi tennero il proprio palazzo estivo) e Schluesselburg, e dal 1259 al 1277 anche Hamelin.
La diocesi di Minden cessò anch'essa di esistere a seguito della conquista da parte degli svedesi nel 1648.
Prima dello scioglimento della diocesi, l'area comprendeva oltre al principato episcopale anche parti del Brunswick-Wolfenbüttel e l'intero Schaumburg-Lippe.

### Il passaggio a principato secolare

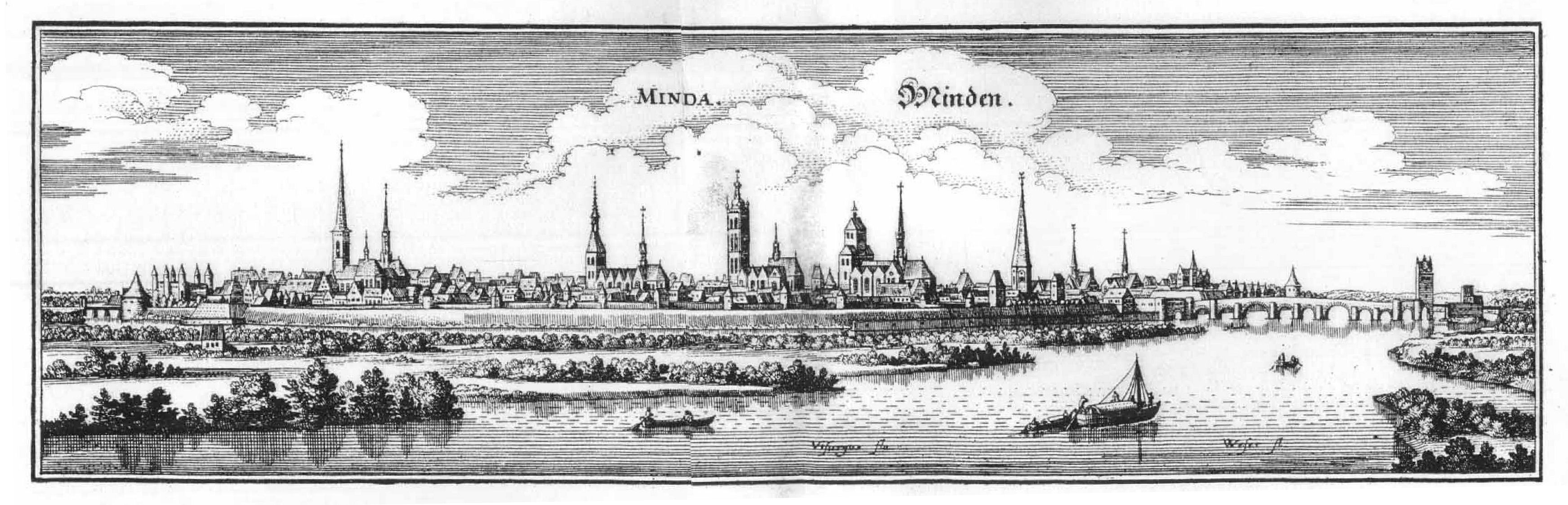
Veduta della città di Minden nel 1647

Nel corso del XVI secolo, la riforma protestante iniziò ad intaccare il principato ecclesiastico di Minden sotto l'influenza del teologo riformato Nikolaus Krage, anche a causa del lassismo manifestato dal vescovo in carica, Francesco di Brunswick-Wolfenbüttel. Il vescovo Francesco di Waldeck, nel 1535, venne costretto a trovare un accordo di mediazione coi protestanti che rimase tale sino al 1555 quando venne approvato il principio del cuius regio, eius religio, secondo il quale un sovrano locale aveva diritto di determinare la fede da professare nel proprio stato.
Per decreto del vescovo Enrico Giulio di Brunswick-Lüneburg, lo stato divenne quindi un vescovato protestante.
Minden venne occupata dalle truppe cattoliche nel corso della Guerra dei Trent'anni ed il vescovo Franz Wilhelm von Wartenberg cercò di imporre la controriforma per un ritorno al pieno cattolicesimo, ma la città venne conquistata dagli svedesi protestanti nel 1634 ed il principato venne in quell'occasione definitivamente secolarizzato. La pace di Vestfalia del 1648 concesse l'area dell'ormai ex principato ecclesiastico al margraviato di Brandeburgo come principato di Minden (Fürstentum Minden) in compensazione della perdita della Pomerania occidentale, passata alla Svezia.
Dopo il 1719, Minden venne amministrata dal Brandeburgo-Prussia insieme all'adiacente contea di Ravensberg come Minden-Ravensberg. Nel 1807, entrò a far parte del regno di Vestfalia. Nel 1814, tornò alla Prussia e divenne parte della provincia di Vestfalia.
Al 1789, il principato copriva un'area di 1100 km², con città come Minden e Lübbecke.

## Stemma
Lo stemma del principato e della diocesi di Minden era composto dalle chiavi incrociate di San Pietro su fondo rosso. Pietro era infatti il patrono della diocesi e della cattedrale di Minden. Lo stemma rimase tale anche nel principato di Minden dopo il 1648 e fu quindi incluso nello stemma del regno di Prussia quando venne assorbito. A tutt'oggi esso è presente nello stemma di molti comuni della regione oltre che ovviamente in quello della città di Minden.